# The Citadel (Militärcollege)

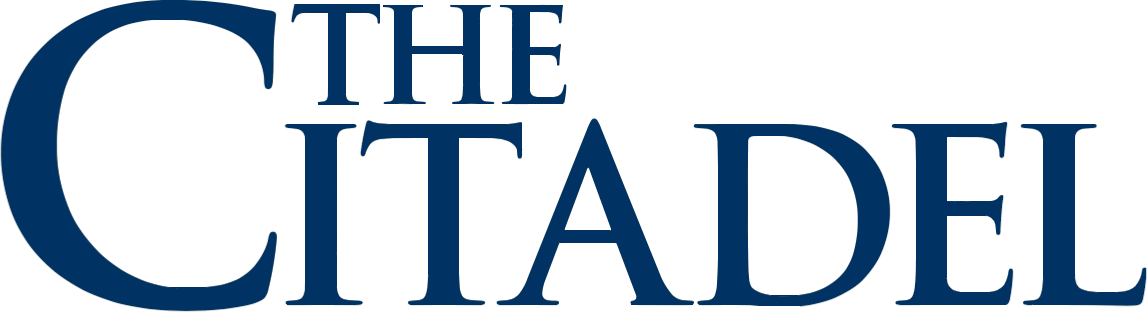
Logo von The Citadel

The Citadel, auch als The Military College of South Carolina bekannt, ist ein 1842 von Deutschen Siedlern gegründetes staatliches College in Charleston, South Carolina, das zu den führenden in den Südstaaten zählt. Es ist eines von nur sechs höheren Militärcolleges (Senior Military College) in den USA und bietet ROTC-Programme der U.S. Air Force, Army, Marines und Navy an.
Im Jahr 2016 waren rund 3500 Studenten in Undergraduate- und Graduate-Programmen eingeschrieben. Zu den Absolventen gehören u. a. die Generale William O. Brice (1921), Edwin A. Pollock (1921), William C. Westmoreland (1935), William W. Hartzog (1965) und Glenn M. Walters (1979). Die Absolventen Johnson Hagood (1847), Micah Jenkins (1854) und Evander M. Law (1856) dienten als konföderierte Generale im Sezessionskrieg.

## Fakultäten
- School of Business
- School of Engineering
- School of Humanities and Social Sciences
- School of Science and Mathematics
- Zucker Family School of Education
- Department of Leadership Studies

## Trivia
Das College diente als Schauplatz und Drehort für die  Folge By Dawn's Early Light (1974, dt. Des Teufels Korporal) der US-Fernsehserie Columbo mit Peter Falk.

## Persönlichkeiten
- John Small (1946–2012), American-Football-Spieler